# Mike Dillard
Mike Dillard es el baterista y miembro fundador de la banda Melvins, quien dejó la banda en 1984 y fue reemplazado por Dale Crover. En 1986 tocó brevemente en la primera banda de Kurt Cobain, Fecal Matter, antes de que se disolviera.
Dillard regresó tocando las canciones de Mangled Demos from 1983 en vivo con Buzz Osborne y Dale Crover (en bajo y luego con Matt Lukin) después del lanzamiento de los álbumes de 2005, tocó en dos conciertos en la fiesta de celebración de los 50 años de Jello Biafra.
Dillard también toca la batería en el EP 1983, haciendo su primera aparición después de 29 años sin tocar con Melvins.